# Valencia (Bukidnon)
Valencia es una ciudad filipina de la provincia de Bukidnon. Según el censo del año 2010 tiene 181.556 habitantes y es la capital comercial y económica de la provincia. Su superficie es de 587,29 km²..

## Geografía y Naturaleza
Valencia se encuentra en el centro de la isla de Mindanao. 
El malibato, que posee una de las maderas más duras existentes, es un árbol muy característico de esta región.

## Idiomas
El idioma más hablado en la ciudad es el cebuano.

## Barangayes (barrios )
Valencia se divide políticamente en 31 barangayes.
| - Bagontaas - Banlag - Barobo - Batangan - Catumbalon - Colonia - Concepción - Dagat-Kidavao - Guinoyuran - Kahapunan - Laligan | - Lilingayon - Lourdes - Lumbayao - Lumbo - Lurogan - Maapag - Mabuhay - Mailag - Mount Nebo - Nabago | - Pinatilan - Población - San Carlos - San Isidro - Sinabuagan - Sinayawan - Sugod - Tongantongan - Tugaya - Vintar |

- Datos: Q2158
- Multimedia: Valencia, Bukidnon / Q2158

1. ↑  Worldpostalcodes.org, código postal n.º 8709.